# Поцеи
Поцеи (пол. Pociejowie, лит. Pociejai) — шляхетский род одноименного герба.
Потомство жившего в XV веке Ходки Корженевского, сын которого Тышко (пол. Tyszka Chodkiewicz Koroniewski‎) за службу у великого князя Казимира получил несколько деревень в Каменецком старостве.
Сын Тышко, Потий (Ипатий) был родоначальником Поцеев. Его сын — Лев Потиевич Тышкевич — дворянин королевский (1538), писарь королевский (1546), сын которого — Ипатий (1541—1613) — государственный и церковный деятель Речи Посполитой.
- Поцей, Александр (1698—1770) — государственный деятель Великого княжества Литовского, подчаший великий литовский (1724—1739), каштелян витебский (1739—1740) и трокский (1740—1742), воевода трокский (1742—1770), староста рогачёвский, олькеницкий и ковенский.
- Поцей, Антоний (ум. 1749) — государственный и военный деятель Великого княжества Литовского, обозный великий литовский (1715—1729) и стражник великий литовский (1729—1748), староста волковысский, суражский, радомысльский и жижморский.
- Потей, Ипатий (1541—1613) — государственный и церковный деятель Речи Посполитой, богослов, писатель-полемист, активный сторонник заключения Брестской унии. Митрополит Киевский и Галицкий.
- Поцей, Казимир Александр (1666—1728) — государственный и военный деятель Великого княжества Литовского, хорунжий трокский (1692—1700), каштелян витебский (1700—1703) и трокский (1703—1705), воевода витебский (1705—1728), староста рогачёвский, суражский и жижморский.
- Поцей, Леонард:[править]  -  Поцей, Леонард (ок. 1730—1774) — государственный деятель Великого княжества Литовского, обозный великий литовский (1752—1771) и стражник великий литовский (1771—1774), староста рогачёвский и олькеницкий.
  -  Поцей, Леонард Габриель (1632—1695) — государственный деятель Великого княжества Литовского, воевода витебский (1686—1695), староста рогачёвский, суражский и жижморский.
- Поцей, Людвик:[править]  -  Поцей, Людвик (1664—1730) — военный и государственный деятель Великого княжества Литовского и Речи Посполитой, гетман польный литовский и великий гетман литовский, воевода Виленский.
  -  Поцей, Людвик (ок. 1726—1771) — государственный деятель Великого княжества Литовского, обозный великий литовский (1744—1748) и стражник великий литовский (1748—1771), староста рогачёвский и олькеницкий.

Непокойчицкие — дворянский род герба Вага, восходящая к XVI в. отрасль рода Поцеев, принявшая имя от имения Непокойчице.
- Непокойчицкий, Артур Адамович (1813—1881) — русский генерал, участник Кавказских походов, Крымской войны и русско-турецкой войны 1877—1878 гг.

Род Непокойчицких разделился на 4 ветви, внесенные в VI часть родословных книг Волынской, Киевской, Минской и Могилёвской губерний.

## Описание герба
В червлёном поле обращённый рогами вниз полумесяц, в него утвержден усечённый крест, продолжение которого, расходясь книзу, в концах загнуто кверху под углом. Концы этих линий соединены между собой пересекающей их поперечной чертой. Внизу же, в пространстве, остающемся между означенными линиями, помещается Корчак.
На щите дворянский коронованный шлем. Нашлемник: три страусовых пера. Намёт на щите червлёный, подложенный серебром.